# Samouka Bérété
Samouka Bérété est une femme politique guinéenne. Elle est députée uninominale de Beyla à l'Assemblée nationale du 22 avril 2020 au 5 septembre 2021.

## Biographie
Elle est élue députée uninominale de la commune de Beyla de 2020 à 2021 lors des élections législatives guinéennes de 2020. Elle est secrétaire de la commission des lois, de l’administration générale, de la justice et des droits humains de la IXe législature de la République de Guinée,.